# أكاديمية بتسلئيل للفنون والتصميم
أكاديمية بتسلئيل للفنون والتصميم هي كلية للتصميم والفنون تقع في القدس، إسرائيل.